# ورم العضلة الملساء
تُظهر أورام العضلات الملساء تمايزًا في العضلات الملساء. يُوجد نوعان رئيسيان أورام العضلات الملساء: الحميد وهو الورم العضلي الأملس، أما الخبيث فهو الساركومة العضلية الملساء.